# 모금

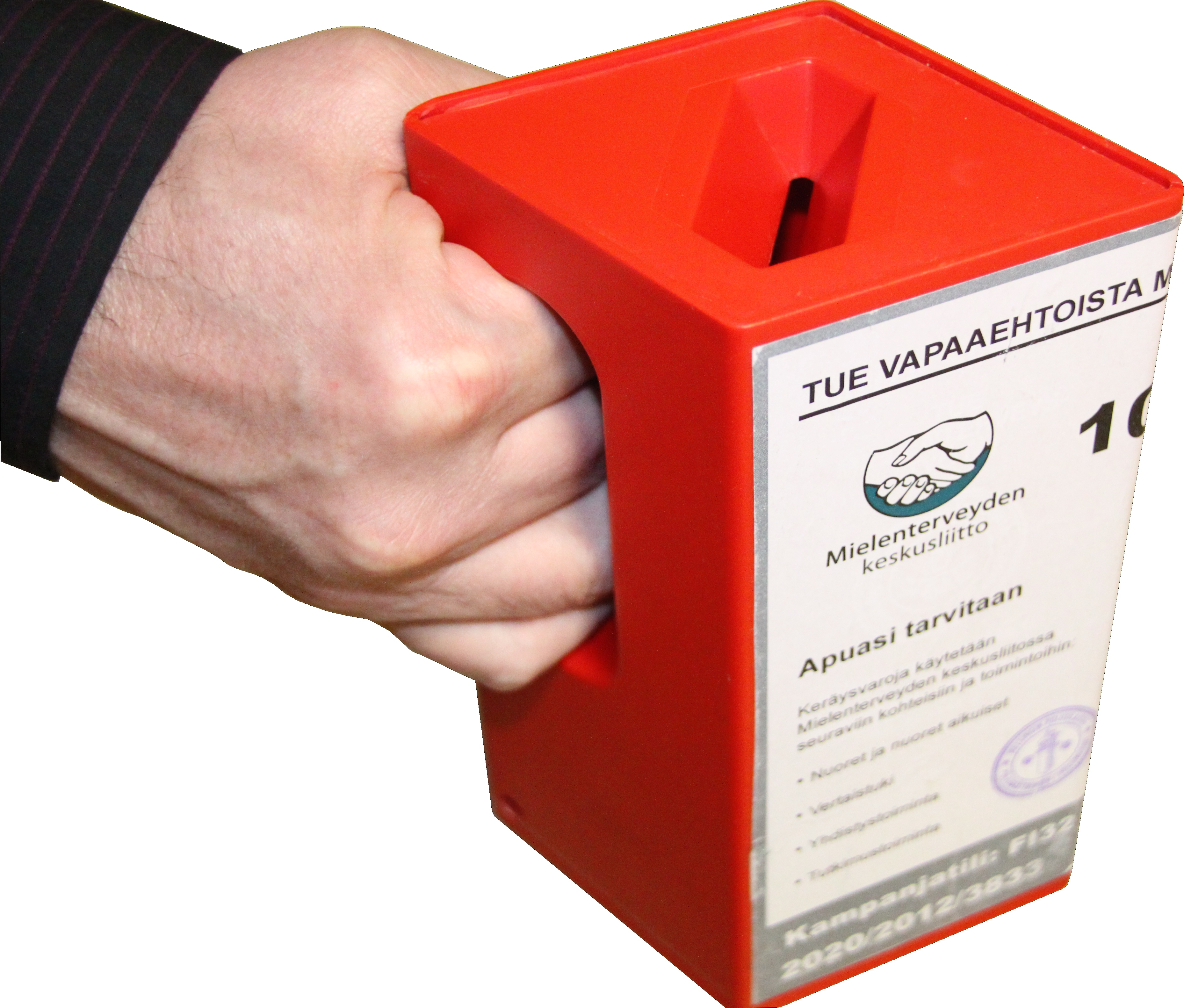

모금 또는 펀드레이징(fundraising)은 개인, 사업체, 자선 재단, 정부 기관에 의해 자발적인 금전적 기여분을 강구하거나 모집하는 프로세스이다. 펀드레이징이 보통 비영리 단체를 위해 돈을 모으는 노력을 가리키지만 영리 기업을 위한 투자자나 다른 자본 자원의 식별 및 간청을 의미하기도 한다.
전통적으로 펀드레이징은 대부분 문을 두드리는 등의 행위를 통한 대면 펀드레이징을 통해 기부금을 요청하는 것이다. 근래 수년 동안 온라인 펀드레이징 등 새로운 형태의 펀드레이징이 등장하고 있다.

## 정치헌금
정치헌금(政治獻金)은 정당이나 정치가에 대한 기부행위이다. 정치헌금은 일반적으로는 그 대상으로서의 이권을 기대하고 행하여짐으로써 부패가 따르기 쉽다.

## 같이 보기
- 크라우드펀딩
- 매칭 펀드